# Ulf Eysel
Ulf Theodor Eysel (* 3. November 1944 in Mühlhausen/Thüringen) ist ein deutscher Neuro- und Sinnesphysiologe sowie Professor für Physiologie und Neurophysiologie.

## Werdegang und Arbeitsgebiet
Ulf Theodor Eysel, Sohn von Elfriede Eysel, geborene Busch, und des promovierten Mediziners Hermann Eysel, leistete nach dem Abitur 1964 an der Kasseler Wilhelmschule zunächst seinen Wehrdienst bei der Bundeswehr. 1965 begann er, 1966 als Stipendiat der Studienstiftung des deutschen Volkes, an der FU Berlin ein Medizinstudium, das er 1971 abschloss. Zudem studierte er bis 1971 auch an der Universität Miami in den USA Medizin. Am 26. November 1971 wurde er in Berlin zum Dr. med. promoviert. Sein Doktorvater war Otto-Joachim Grüsser. Seine Approbation erhielt Eysel am 2. Mai 1972. Danach erhielt Eysel von 1972 bis 1976 ein Forschungs- und Habilitationsstipendiat der Deutschen Forschungsgemeinschaft (DFG), das ihm im Jahr 1975 als Assistenzprofessor die Habilitation an der FU Berlin in Physiologie ermöglichte und den im selben Jahr erfolgenden Beginn der Lehrtätigkeit Berlin als Privatdozent.
Im Jahr 1976 folgte er einem Ruf als C3-Professor für Physiologie an das Universitätsklinikum Essen. 1987 wechselte Eysel vom Essener Institut für Physiologie an die Ruhr-Universität Bochum, wo er den Lehrstuhl für Neurophysiologie bekam. Er war Gastprofessor an der University of Chicago, am University College London, sowie an den Universitäten von Melbourne und Osaka.
Das Arbeitsgebiet von Ulf T. Eysel ist im Wesentlichen das Sehsystem. Er entdeckte funktionelle Effekte der Deafferntierung im Sehsystem, akute und chronische Veränderungen desselben und die Neuroplastizität im reifen Sehsystem von Katzen. Seine Forschungsarbeiten beschäftigen sich dabei schwerpunktmäßig mit der Struktur und Funktion, der Neuropharmakologie und der Plastizität des visuellen Systems. Zusammen mit mehreren Kollegen gründete er 1990 eine DFG-Forschergruppe und 1996 den Sonderforschungsbereich (SFB) Neuronale Mechanismen des Sehens – Neurovision. Eysel war bis Ende 2007 Sprecher des SFB. Derzeit (August 2011) ist Eysel Teilprojektleiter im SFB 874 Integration und Repräsentation sensorischer Prozesse. Seit 2010 leitete Eysel die Abteilung Experimentelle Neurophysiologie der Medizinischen Fakultät der Ruhr-Universität Bochum. 2013 ging er in den Ruhestand.
Eysel ist evangelisch, seit 1975 mit der promovierten Medizinerin Elisabeth Eysel, geborene Dörrscheidt, verheiratet und hat mit dieser zwei Kinder (Peter und Maximilian Eysel). Er war Vorsitzender des Gesamtvereins USC Bochum.

## Mitgliedschaften und Ehrungen
Eysel ist seit 2003 Mitglied der Russischen Akademie der Wissenschaften und seit 2008 gewähltes Mitglied der Deutschen Akademie der Naturforscher Leopoldina. Er war Präsident der Neurowissenschaftlichen Gesellschaft sowie Dekan und Forschungsdekan der Medizinischen Fakultät der Ruhr-Universität Bochum. Seit Dezember 2010 ist er Prorektor für Forschung und Struktur. Eysel ist Mitglied des Aufsichtsrates des Forschungszentrums Jülich.
1994 erhielt Eysel den Gottfried-Wilhelm-Leibniz-Preis. 1986 bekam er zusammen mit Franz Grehn den International Chibret Award.

## Veröffentlichungen (Auswahl)
- Neuroscience. Illusions and perceived images in the primate brain. In: Science Band 302, Nummer 5646, Oktober 2003, ISSN 1095-9203, S. 789–791. doi:10.1126/science.1091065. PMID 14593154.
- mit M. Volgushev: Neuroscience. Noise makes sense in neuronal computing. In: Science Band 290, Nummer 5498, Dezember 2000, ISSN 0036-8075, S. 1908–1909. PMID 11187048.
- mit T. R. Vidyasagar, P. Buzás und Z. F. Kisvárday: Release from inhibition reveals the visual past. In: Nature Band 399, Nummer 6735, Juni 1999, ISSN 0028-0836, S. 422–423. doi:10.1038/20836. PMID 10365954.
- Eysel, U. T., Wörgötter, F., & Pape, H. C. (1987): Local cortical lesions abolish lateral inhibition at direction selective cells in cat visual cortex. Experimental Brain Research, 68, 606-612.
- Functional reconnections without new axonal growth in a partially denervated visual relay nucleus. In: Nature Band 299, Nummer 5882, September 1982, ISSN 0028-0836, S. 442–444. PMID 7121581.
- mit O. J. Grüsser: Intracellular postsynaptic potentials of cat lateral geniculate cells and the effects of degeneration of the optic terminals. In: Brain research Band 98, Nummer 3, November 1975, ISSN 0006-8993, S. 441–442. PMID 171033.